# Јоргос Даларас
Јоргос Даларас (грч. Γιωργος Νταλαρας, 29. септембар 1949) је грчки певач и музичар, једна од најистакнутијих личности грчке музичке културе. Октобра 2006. године је изабран за амбасадора добре воље у Агенцији Уједињених нација за избеглице.
Рођен је у Пиреју. Његова прва сећања на музику били су основни облици грчке музике, као што су традиционална, народна, ребетико, лаика, што је утицало на њега као уметника. Поред тога, изводио је многе друге музичке жанрове на неколико различитих језика, као што су поп, рок, латино, савремена, византијска музика, класика, опера и друго. Сарађивао је са многим грчким и страним уметницима. Укупно је објавио скоро деведесет личних албума и сарађивао на више од сто четрдесет других као певач, музичар или продуцент. Грчки је уметник који је одржао највеће концерте свих времена, како у Грчкој тако и у иностранству. Наступао је у неким од најпознатијих концертних дворана и стадиона широм света, а сарађивао је са многим од најпознатијих светских симфонијских оркестара. Добитник је неколико признања и награда, укључујући награду „Кенеди” и UNESCO амбасадор добре воље.

## Концерти и распродаје
Даларас је објавио скоро деведесет личних албума који су укупно продати у више од 18.000.000 примерака широм света и сарађивао је на више од сто четрдесет албума других као певач, музичар или продуцент, увек проширујући своје музичке хоризонте својом вишеструком креативношћу.
„Јоргос Даларас пева на грчком, али његова музика, која извире из срца, има универзалну привлачност”, навео је француски Ле Фигаро 1993. године, много након што је његова репутација прешла границе његове родне земље. Препуна позоришта и стадиони, хиљаде концерата, десетине турнеја широм света, сарадња са многим истакнутим грчким и страним уметницима, сарадња са многим од најпознатијих симфонијских оркестара света, потврђују изузетан и јединствен његов рад као уметника и амбасадора грчке културе.
Године 1983. извео је два узастопна распродата концерта на Олимпијском стадиону у Атини, којима је присуствовало више од 160.000 људи. То је највећи музички догађај икада одржан у Грчкој. „Грчка музика улази у еру великих стадиона”, навео је часопис Ролинг стоун. Године 1987. одржао је трећи лични распродати концерт на Олимпијском стадиону у Атини.
Од краја 1970-их наступио је на преко осамсто концерата ван Грчке, промовишући грчку културу у иностранству. Наступао је у неким од најпознатијих концертних сала широм света, међу којима су Метрополитен опера, Олимпија, Род Лејвер арена, Сиднејска опера, Медисон сквер гарден, Вембли Арена и Конгресна дворана.
Наступао је и на бројним културним фестивалима, укључујући Кубу 1981. и 1998, Брисел 1982, Фестивал мира у Бечу 1983, Фестивал младих у Москви 1985, Пиреј 1986, Концерт Амнести интернешенел у Атини са Питером Габријелом, Стингом, Брусом Спрингстином и Трејсом Чепменом 1988, џез фестивал у Познању у Пољској 1999, Амстердаму 2001, Саратог Фестивалу у Сједињеним Америчким Државама са Филаделфијским оркестром 2001. и другим.

## Сарадње и стилови
Од 1960-их, Даларас је певао бројне различите грчке музичке стилове (нпр. ребетико, лаико, латино, поп), израелску и арапску музику и верску музику. Сарађивао је са многим савременим грчким композиторима, попут Микиса Теодоракиса и Маноса Лоизоса. Осим његове истакнуте певачке каријере, Даларас се сматра талентованим музичарем јер са великим успехом свира већину жичаних инструмената грчког народног бенда, укључујући гитару и бузуки. Пратио је Ал Ди Меолу и Пака де Лусију, између осталих. Најважнији Даларасови пројекти укључују сарадњу са неколико међународних певача, укључујући Стинга, Бруса Спрингстина, Горана Бреговића и друге.

## Контроверза Међународне православне омладинске конференције
Даларас је требало да одржи концерт завршне вечери друге Међународне православне омладинске конференције одржане у Истанбулу од 11. до 15. јула 2007. Догађај, који је организовала Цариградска патријаршија, изазвао је гнев турске штампе и турских националистичких политичара који су поднели жалбе гувернеру Истанбула да одузме дозволу за концерт који је издала, а концерт је изненада отказан на основу тога што Археолошка служба земље није дозволила коришћење планираног места, замка Румели Хисар из 15. века. Локалитет је раније коришћен за међународне позоришне фестивале и за међународни плесни фестивал, све док Археолошка служба није забранила његово коришћење. Отказивање концерта у последњем тренутку изазвало је велику медијску пажњу и критике у суседној Грчкој.

## Лични живот
Даларас је рођен као Јоргос Даралас, син рембетико певача Лукаса Дараласа. Касније је анаграмизовао своје име у Даларас. Од 1983. године је ожењен Аном Рагуси, његовом менаџерком и бившом политичарком која је служила у влади ПАСОК-а 2009. и 2011. године. Имају једну ћерку Георгијану. Даларас је колекционар музичких инструмената, а у слободно време иде на пецање и путује мотоциклом, као велики љубитељ мотоспорта.